# فرانك ويلسون (لاعب كرة قاعدة)
فرانك ويلسون (بالإنجليزية: Frank Wilson)‏ هو لاعب كرة قاعدة أمريكي، ولد في 20 أبريل 1901 في مالدن في الولايات المتحدة، وتوفي في 25 نوفمبر 1974 في Leicester, Massachusetts ‏ في الولايات المتحدة.

## وصلات خارجية
- فرانك ويلسون على موقعبيزبول رفرنس.كوم (الدوري الرئيسي) (الإنجليزية)
- فرانك ويلسون على موقعبيزبول رفرنس.كوم (الدوري الثانوي) (الإنجليزية)